# Edita Užaitė
Edita Užaitė, née le 22 juillet 1981 à Šiauliai, est une actrice lituanienne de théâtre, cinéma et télévision, et une animatrice d'émissions de télévision.

## Biographie
Edita Užaitė se forme à l’Académie lituanienne de musique de 1999 à 2003. De 2003 à 2005, elle poursuit ses études auprès de la Faculté de théâtre et de cinéma de ladite Académie, sous la direction de Jonas Vaitkus (en) pour devenir actrice dramatique.
Elle a créé plus de 20 rôles au théâtre et au cinéma, a travaillé avec des metteurs en scène de théâtre lituaniens bien connus, a joué dans quatre films lituaniens.
Elle a des habitudes sportives, et participe à un semi-marathon en 2014.

### Famille
Elle est en couple depuis 2010 avec Linas Ryškus (lt) (né en 1970), lui-même réalisateur et producteur de télévision et de cinéma. Ils ont eu une fille née en 2011.

## Théâtre
- 2002 : Œdipe roi de Sophocle, mise en scène d’Oskaras Koršunovas, Théâtre Oskaras Koršunovas (lt) : une choriste
- 2002 : Manque de Sarah Kane, mise en scène d’O. Koršunovas et Povilas Laurinkus, Théâtre Oskaras Koršunovas : une femme
- 2003 : Toundra d’Anton Tchekhov, mise en scène d’Agnius Jankevičius (lt), Théâtre national de la jeunesse (lt) : Olga
- 2003 :  Un roi Lear des steppes d’Ivan Tourgueniev, mise en scène d’A. Jankevičius, Théâtre national de la jeunesse : Anna
- 2003 : La solitude à deux de Sigitas Parulskis (en), mise en scène d’O. Koršunovas, Théâtre Oskaras Koršunovas : une femme
- 2004 : Cantio de Sharon Lynn Joyce, mise en scène d’Oskaras Koršunovas, Théâtre Oskaras Koršunovas : secrétaire
- 2004 :  Crime et Châtiment de Fiodor Dostoïevski, mise en scène de Gintaras Varnas (lt), Théâtre dramatique de Kaunas : Dounia
- 2004 : Juze Dykaduonis, mise en scène d’Aidas Giniotis (lt), Théâtre national de la jeunesse : Barbie
- 2005 : Liuče čuožia de Laura Sintija Cerniauskaité, mise en scène d’Algirdas Latėnas (lt), Théâtre national de la jeunesse : Liuče
- 2005 : Démons de F. Dostoïevski, mise en scène de Jonas Vaitkus (lt), Théâtre national d'art dramatique de Lituanie : étudiante
- 2005 : Praba, chorégraphie de Gytis Ivanauskas (lt), Théâtre Gytis Ivanauskas (lt) : Papillon
- 2006 : Men in White Skirts, chorégraphie de G. Ivanauskas, Théâtre Gytis Ivanauskas : danseuse
- 2006 : Le Suicidé de Nicolaï Erdman, mise en scène d’A. Jankevičius, Théâtre dramatique de Kaunas : Maria
- 2007 : Je t'aime beaucoup, chorégraphie de G. Ivanauskas, Théâtre Gytis Ivanauskas : danseuse
- 2007 : All My Sons d’Arthur Miller, mise en scène de J. Vaitkus, Théâtre dramatique de Kaunas : Eni Dyver
- 2007 : Les Larmes amères de Petra von Kant de Rainer Werner Fassbinder, mise en scène de Gintaras Varnas, Théâtre dramatique de Kaunas : Karin
- 2007 : Voyage à l'intérieur d'une chambre de Michał Walczak, mise en scène d’Agnius Jankevičius, Théâtre dramatique de Kaunas : Elè
- 2008 : Red Shoes, chorégraphie de Gytis Ivanauskas, Théâtre Gytis Ivanauskas : fille
- 2008 : Boeing Boeing de Marc Camoletti, mise en scène de Simonas Ashkelavičius : Janet Hokins

## Filmographie
- 2001 : série télévisée Taste of Snow (lt) sur BTV (Lithuania) (en) : Klaudia
- 2003 : Facile et doux, d’Ignas Miškinis : Vika
- 2004 : Rats 2 : L'Invasion finale, téléfilm de Jörg Lühdorff : Denise
- 2005 : Diringas (lt), d’Ignas Miškinis : Ilona
- 2005 : Couple normal (Normali pora), de Kęstutis Gudavičius
- 2006 : Toi être moi, de Kristijonas Vildžiūnas : Neringa
- 2006 : Ghetto, d’Audrius Juzėnas (lt) : fille allemande
- 2008 : Les Insurgés, d'Edward Zwick : mère juive séparée de son bébé
- 2008-2016 : Les Femmes mentent mieux (Moterys meluoja geriau), série télévisée : Kristina
- 2009 : Verre de confiture (Stiklainis uogienes), de Ramunė Čekuolytė : Marta
- 2013 : Moterys meluoja geriau. Kristina d'Alvydas Slepikas : Kristina
- 2015 : Nepatyres de Julius Paulikas : Diana
- 2018 : Melagiai de Marius Kunigenas : Nomeda
- 2019 - 2021 : Moterys meluoja geriau, série télévisée : Kristina (238 épisodes)

## Émissions de télévision
- 2009-2011 : émission de télévision et de parodie musicale Let's see it again (Dar pažiūrėsim) sur TV3 Lithuania
- 2013-2014 : émission Tout ira bien (Viskas bus gerai) sur Lietuvos ryto TV (lt) (présentatrice avec Renata Mikailionyte et Raminta Stanaityte)[5]

## Récompenses
- 2006 : Meilleure actrice au Festival lituanien du court-métrage AXX (lt)
- 2010 : Meilleure actrice lituanienne au Festival international du film de Vilnius, pour Stiklainis uogienes

### Nominations
- 2005 : nommée en vue de la Croix d'or du théâtre lituanien (en) pour le meilleur second rôle féminin dans la pièce Crime et châtiment, mise en scène de G. Varnas, Théâtre dramatique de Kaunas.
- 2006 : nommée en vue du Croix d'or du théâtre lituanien pour le meilleur second rôle féminin dans la pièce Le Suicidé, mise en scène de A. Jankevičius, Théâtre dramatique de Kaunas.

## Sources
- (lt) Cet article est partiellement ou en totalité issu de l’article de Wikipédia en lituanien intitulé « Edita Užaitė » (voir la liste des auteurs).

1. ↑  (en) « Edita Uzaitė », sur Théâtre Gytis Ivanauskas (consulté le 18 août 2022)
2. ↑  (lt) « Edita Užaitė atskleidė, kaip po nėštumo susigrąžino gražią figūrą (traduction : Edita Uzaitė a révélé comment elle a retrouvé sa belle silhouette après sa grossesse) », sur delfi.lt, 8 mai 2014 (consulté le 18 août 2022)
3. ↑  (lt) « Edita Užaitė ir Linas Ryškus: dar vienas romanas? (traduction : Edita Uzaitė et Linas Ryškus : un autre roman ?) », sur delfi.lt, 9 juin 2010 (consulté le 18 août 2022)
4. ↑  (lt) « Užaitei ir Ryškui gimė dukra (traudction : Une fille est née à Uzaita et Ryška) », sur alfa.lt, 13 juillet 2011 (consulté le 18 août 2022)
5. ↑  (lt) « Į televiziją grįžtanti Edita Užaitė darbų neskirto į vyriškus ir moteriškus (traduction : Edita Užaitė, qui revient à la télévision, n'a pas divisé son travail en masculin et féminin) », 18 septembre 2013 (consulté le 19 août 2022)